# Dogla-stijl
De dogla-stijl is een Surinaamse dansstijl die ontwikkeld werd door Ilse-Marie Hajary en elementen kent uit Afro-Caraïbische en Hindoestaanse dansen en jazzballet. Het woord dogla wordt gebruikt voor mensen van zowel Hindoestaanse als Afro-Caraïbische afkomst.
Hajary was een pionier in de Surinaamse danswereld en experimenteerde mogelijk als eerste choreograaf met de winticultuur, terwijl die in Suriname tot in de jaren 1970 nog als afgoderij bij wet verboden was geweest. Ze ontwikkelde de stijl door jazzballet te vermengen met Afro-Caraïbische bewegingen en -ritmes en Hindoestaanse handen-, voeten- en hoofdbewegingen.
Een groot voorbeeld voor Hajary om verschillende dansculturen te vermengen vormde Katherine Dunham. Ook vernieuwde ze de bijgaande muzikale begeleiding waarin ze eveneens koos voor een gemengde Hindoestaanse (tabla) en Creoolse (apintie) percussie, die ze tijdens voorstellingen live liet opvoeren.
Hajary introduceerde de dogla-stijl in een voorstelling in 1985 onder de titel Dogla met het door haar geleide Nationaal Ballet Suriname (NBS). In de jaren erna ontwikkelde ze de stijl verder en gebruikte ze die ook voor de warming-up en als trainingsmethode voor de dansers van het NBS. Ze trad met het NBS op in theaters, op tournee door het binnenland en in het buitenland zoals in Cuba, Jamaica, Puerto Rico, Trinidad en Tobago, Guyana, Panama en de Nederlandse Antillen.
Na haar dood in 1994 ontwikkelde haar leerling Jules Brewster de dogla-stijl verder. In 2002 gaf Maikel Austen met ArtLab Suriname een voorstelling in de dogla-stijl, getiteld  Ondro bon. De voorstelling droeg hij als postuum eerbetoon op aan Hajary.